# Hipparchia azorina
Hipparchia azorina é uma espécie de borboleta pertencente à família Nymphalidae, endémica nos Açores.  O seu habitat natural é a floresta de altitude, estando ameaçada pela perda de habitat.